# 提靈女王
《提靈女王1：真命女王的崛起》（英語：The Queen of the Tearling）為艾瑞卡·喬翰森（Erika Johansen）的首部小说，也是计划中的小说三部曲的第一部小说。小说的故事设定在24世纪。艾瑪.華森曾說要演出它的翻拍電影。